# Si je reste (film)
Cet article concerne le film de R. J. Cutler. Pour le roman de Gayle Forman, voir Si je reste.
Pour plus de détails, voir Fiche technique et Distribution.
Si je reste (If I Stay) est un film dramatique américain réalisé par R. J. Cutler, sorti en 2014.
Ce film est l'adaptation cinématographique du roman éponyme de Gayle Forman paru en 2009.

## Synopsis
Dans l'Oregon, Mia, 17 ans, une jeune violoncelliste est dans la voiture avec ses parents et son petit frère au moment d'un accident. La jeune fille tombe ainsi dans le coma et, alors que son corps abîmé demeure immobile et (presque) sans vie, son esprit, lui, contemple sa famille et ses amis venus lui rendre visite. Tiraillée entre l'envie de rejoindre ses parents dans l'au-delà et celle de se réveiller pour retrouver Adam, son petit ami, ainsi que ses grands-parents et autres proches, Mia se remémore les instants plus ou moins précieux de sa jeune vie, et pense aux moments qu'elle aurait si elle restait. Un dilemme entre la vie ou la mort. Mia se retrouve invisible aux yeux de tous en voyant les autres et sa famille à l'hôpital. Elle cherche comment trouver la force entre rester auprès d'Adam ou retrouver ses parents au ciel.

## Fiche technique
- Titre original : If I Stay
- Titre français : Si je reste
- Réalisation : R. J. Cutler
- Scénario : Shauna Cross, d'après Si je reste de Gayle Forman
- Direction artistique :
- Décors : Brent Thomas
- Costumes : Monique Prudhomme
- Photographie : John De Borman
- Son : Tim Limer
- Montage : Keith Henderson
- Musique : Heitor Pereira
- Production : Denise Di Novi, Alison Greenspan, Gayle Forman, Brad Van Arragon
- Sociétés de production : DiNovi Pictures, Metro-Goldwyn-Mayer, New Line Cinema
- Société de distribution :

 États-Unis: Warner Bros.
 France: Warner Bros. France
- Budget : 11 000 000 $
- Pays d’origine :  États-Unis
- Langue originale : Anglais
- Format : Couleur - son Dolby Digital
- Genre : Drame, romantique et fantastique
- Durée : 106 minutes
- Dates de sortie au cinéma :
  -  États-Unis : 22 août 2014
  -  France : 17 septembre 2014
- Classification : Tout public (France)

## Distribution
- Chloë Grace Moretz (VF : Lisa Caruso) : Mia Hall
- Jamie Blackley (VF : Gabriel Bismuth-Bienaimé) : Adam Wilde
- Mireille Enos (VF : Anneliese Fromont) : Kat Hall
- Joshua Leonard (VF : Philippe Vincent) : Denny Hall
- Stacy Keach (VF : Achille Orsoni) : le grand-père
- Lauren Lee Smith (VF: Laura Préjean) : Willow
- Liana Liberato (VF : Daniela Labbé-Cabrera) : Kim Schein
- Aisha Hinds (VF : Claudia Tagbo) : Infirmière Ramirez
- Aliyah O'Brien : Emt
- Ali Milner (VF : Camille Donda) : Liz
- Jakob Davies (VF : Jean-Stan DuPac) : Teddy Hall
Version française
  - Société de doublage : Dubbing Brothers
  - Direction artistique : Marie-Laure Beneston
  - Adaptation : Marion Bessay

Sources et légende : Version française (VF) sur RS Doublage AlloDoublage

## Production

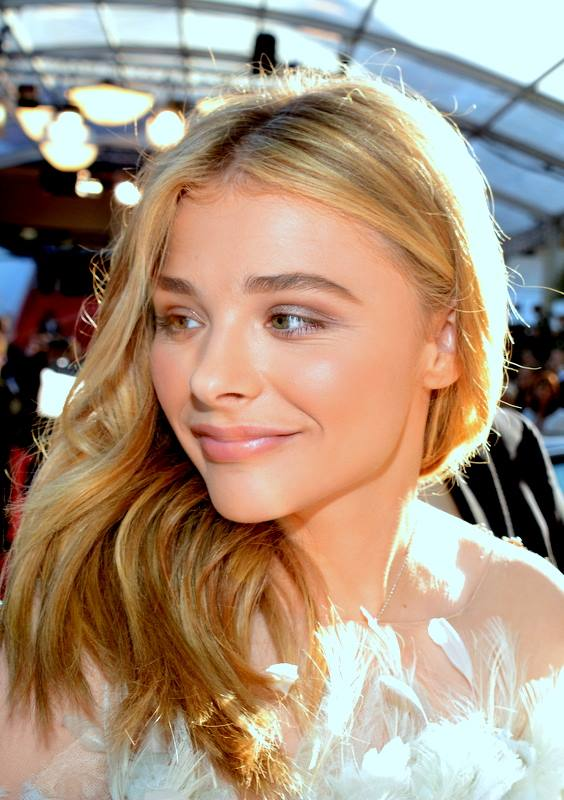
L'actrice principale Chloë Grace Moretz en 2014.

En décembre 2010, il a été annoncé qu'un projet d'adaptation du roman Si je reste de Gayle Forman était en développement et que les actrices Dakota Fanning, Chloë Grace Moretz et Emily Browning étaient en pleine discussion pour interpréter le personnage principal, Mia Hall. Catherine Hardwicke devait réaliser le film mais elle a été remplacée par le réalisateur Heitor Dhalia qui quittera à son tour le projet peu de temps après. Le 24 janvier 2013, Chloë Grace Moretz obtient officiellement le rôle principal et R. J. Cutler est annoncé comme réalisateur du film.
Le tournage du film a commencé le 30 octobre 2013 à Vancouver. En janvier 2014, Metro-Goldwyn-Mayer a annoncé s'être associé avec Warner Bros. pour distribuer le film.

## Bande originale

### Original Motion Picture Soundtrack
La musique originale du film est composée par Heitor Pereira. Un album contenant les musiques et édité par le label WaterTower Music est sorti le 19 août 2014.
Liste des titres
1. Who Needs You? - The Orwells
2. Until We Get There - Lucius
3. I Want What You Have - Willamette Stone
4. All Of Me - Tanlines
5. Promise - Ben Howard
6. Never Coming Down - Willamette Stone
7. Halo - Ane Brun & Linnea Olsson
8. I Will Be There - Odessa
9. Mind - Willamette Stone
10. Morning - Beck
11. I Never Wanted To Go - Willamette Stone
12. Karen Revisited - Sonic Youth
13. Today - Willamette Stone
14. Heart Like Yours - Willamette Stone
15. Heal (If I Stay Version) - Tom Odell
16. Bach Prelude
17. Cello Concerto - Saint Saens
18. Kodaly Sonata

## Accueil

### Box-office
Le film réalise un total de 73 674 843 $ au Box Office mondial, dont 50 474 843 $ aux États-Unis et 23 200 000 $ dans le reste du monde.